# (33094) 1997 YG5
1997 واي جي 5 (ويعرف أيضًا باسم (33094) 1997 واي جي 5 وفق تسمية الكوكب الصغير) (بالإنجليزية: 1997 YG5)‏ هو كويكب ضمن حزام الكويكبات؛ وترتيبه 33094 من حيث الاكتشاف.
اكتُشف هذا الجُرم الفلكي بواسطة Pierre Antonini ‏ في 23 ديسمبر 1997.

## وصلات خارجية
- (33094) 1997 YG5 في قاعدة بيانات مختبر الدفع النفاث لأجرام النظام الشمسي الصغيرة

- الاكتشاف · مخطط المدار ·  العناصر المدارية · المعلمات المادية

- (33094) 1997 YG5 على موقع ويكي سكاي: DSS2, SDSS, GALEX, IRAS, Hydrogen α, X-Ray, Astrophoto, Sky Map, Articles and images